# Cantón de Alès-Sureste
El cantón de Alès-Sureste era una división administrativa francesa, que estaba situada en el departamento de Gard y la región de Languedoc-Rosellón.

## Composición
El cantón estaba formado por siete comunas, más una fracción de la comuna que le daba su nombre:
- Alès (fracción)
- Méjannes-lès-Alès
- Mons
- Les Plans
- Saint-Hilaire-de-Brethmas
- Saint-Privat-des-Vieux
- Salindres
- Servas

## Supresión del cantón de Alès-Sureste
En aplicación del Decreto n.º 2014-232 de 24 de febrero de 2014, el cantón de Alès-Sureste fue suprimido el 22 de marzo de 2015 y sus 8 comunas pasaron a formar parte; cinco del nuevo cantón de Alès-2 y tres del nuevo cantón de Alès-3.